# HMS Drott
HMS Drott — королевская яхта шведских монархов.

## История
Построена как минный крейсер (торпедная канонерская лодка) «Ran» на Бергсундской верфи в 1877 году. Для своего времени была сильным торпедным судном и могла нести 8-12 шт 356 мм торпед.
Первоначально служил учебным морским судном для проведения минно-торпедных практик. В 1882 году было решено, что она станет кораблём верховного главнокомандующего вооружённых сил, то есть короля Оскара II.
В этой связи вся тяжёлая артиллерия была заменена на более лёгкие 45-мм пушки m/1883, которые в основном использовались как салютные. В 1883 году получила новое имя Drott.

## Служба
Корабль продолжал эпизодично использоваться как учебный, но чаще как королевская яхта для путешествий вдоль побережья страны. На нём также проходила встреча Оскара II и кайзера Вильгельма II во время государственного визита в Евле, чтобы обсудить кризис в шведско-норвежской унии.
Служил посыльным судном во время Первой мировой войны, 12 октября 1923 продан как металлолом компании в Копенгагене.

## Другие яхты
По сути HMS Drott стала второй и последней «настоящей» королевской яхтой в составе ВМС Швеции вслед за яхтой Amphion короля Густава III. Для государственных визитов в настоящее время используются боевые корабли флота, в последнее время ими чаще становились минные заградители HMS Visborg или HMS Carlskrona. А для торжественных случаев используется гребная барка Vasaorden.

## Галерея

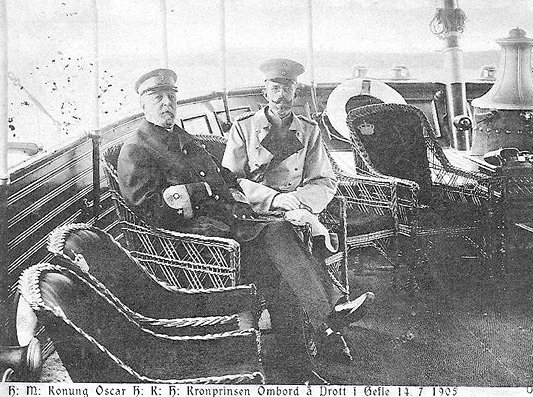
Король Оскар II и наследный принц Густав ждут императора Вильгельм II на борту яхты.